# Dolní Cetno
Dolní Cetno je malá vesnice, část obce Niměřice v okrese Mladá Boleslav. Nachází se asi 1,5 kilometru severně od Niměřic. Vesnicí protéká Strenický potok a vede jí silnice II/272. Dolní Cetno leží v katastrálním území Niměřice o výměře 4,25 km².

## Historie
První písemná zmínka o vesnici pochází z roku 1348.

## Pamětihodnosti
Na severovýchodním okraji obce se u silnice na Katusice nachází židovský hřbitov, v centru pak bývalá synagoga z let 1872–1873. Židé se v Dolním Cetně usazovali od konce 18. století a v okolí byli zváni "pocetňáci". Z jejich komunity pocházel mimo jiné David Langer, dědeček plzeňské školačky Věry Kohnové, která si před deportací do koncentračního tábora Terezín psala deníček.

## Galerie

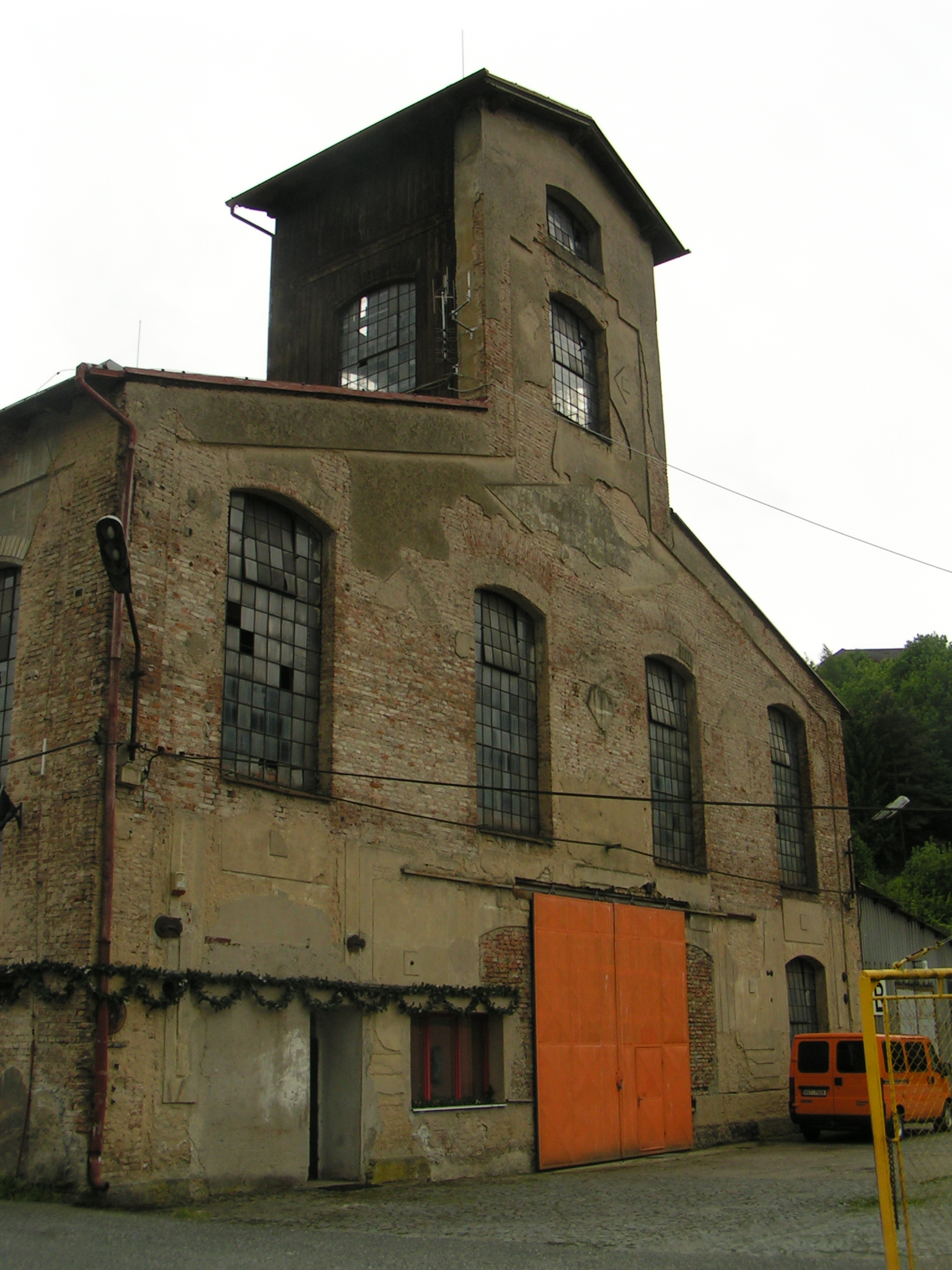
Štít tovární haly
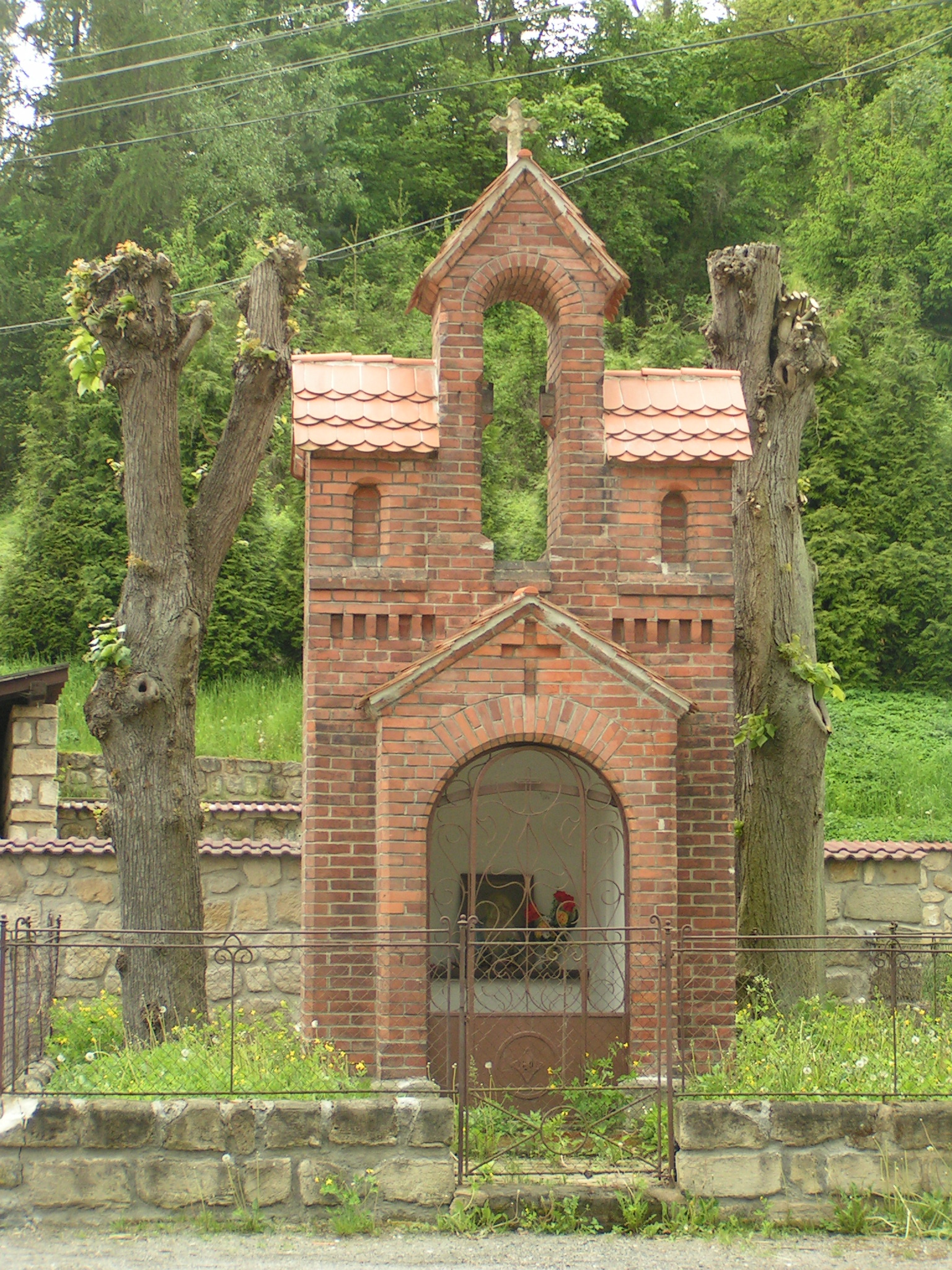
Kaplička
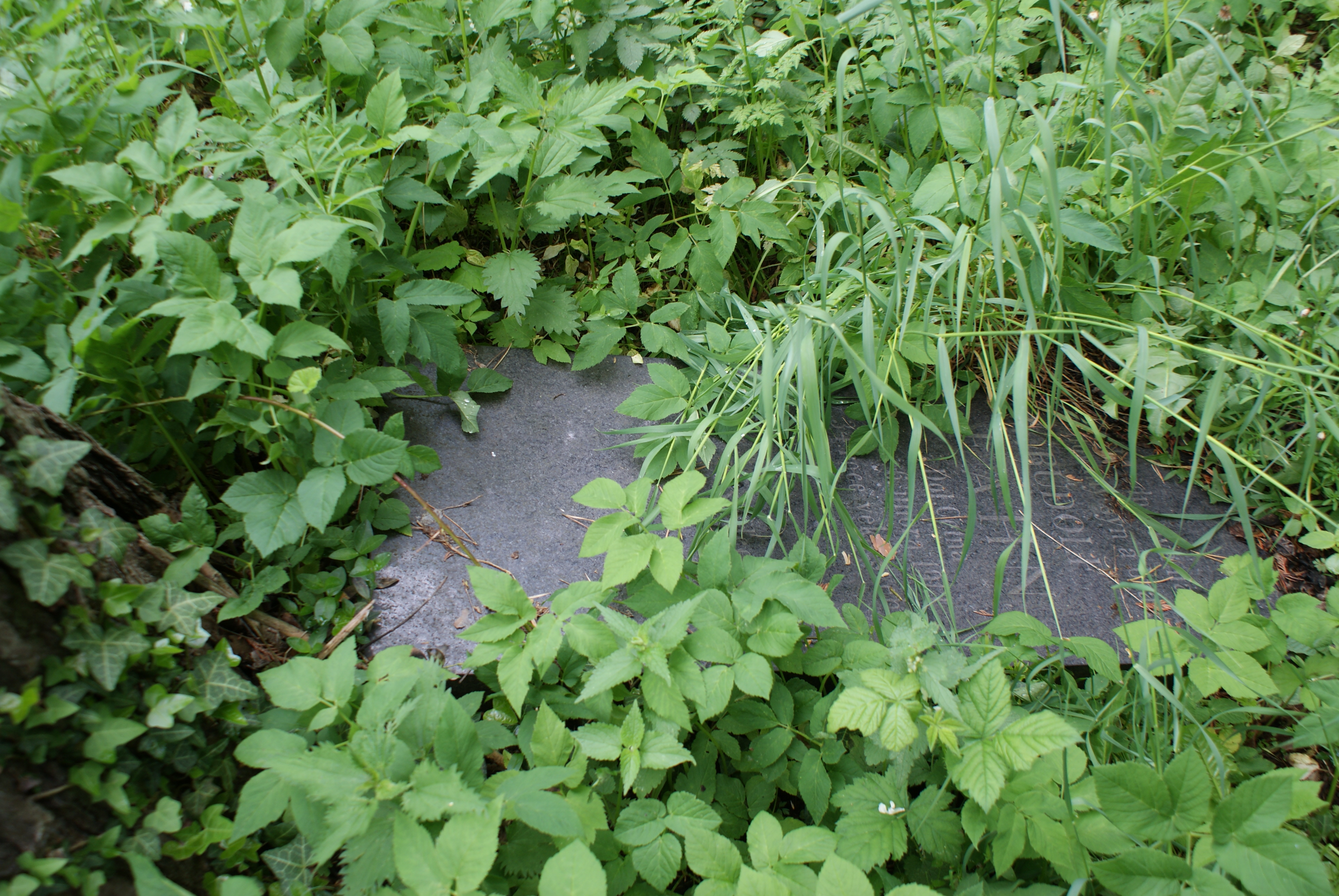
Židovský hřbitov
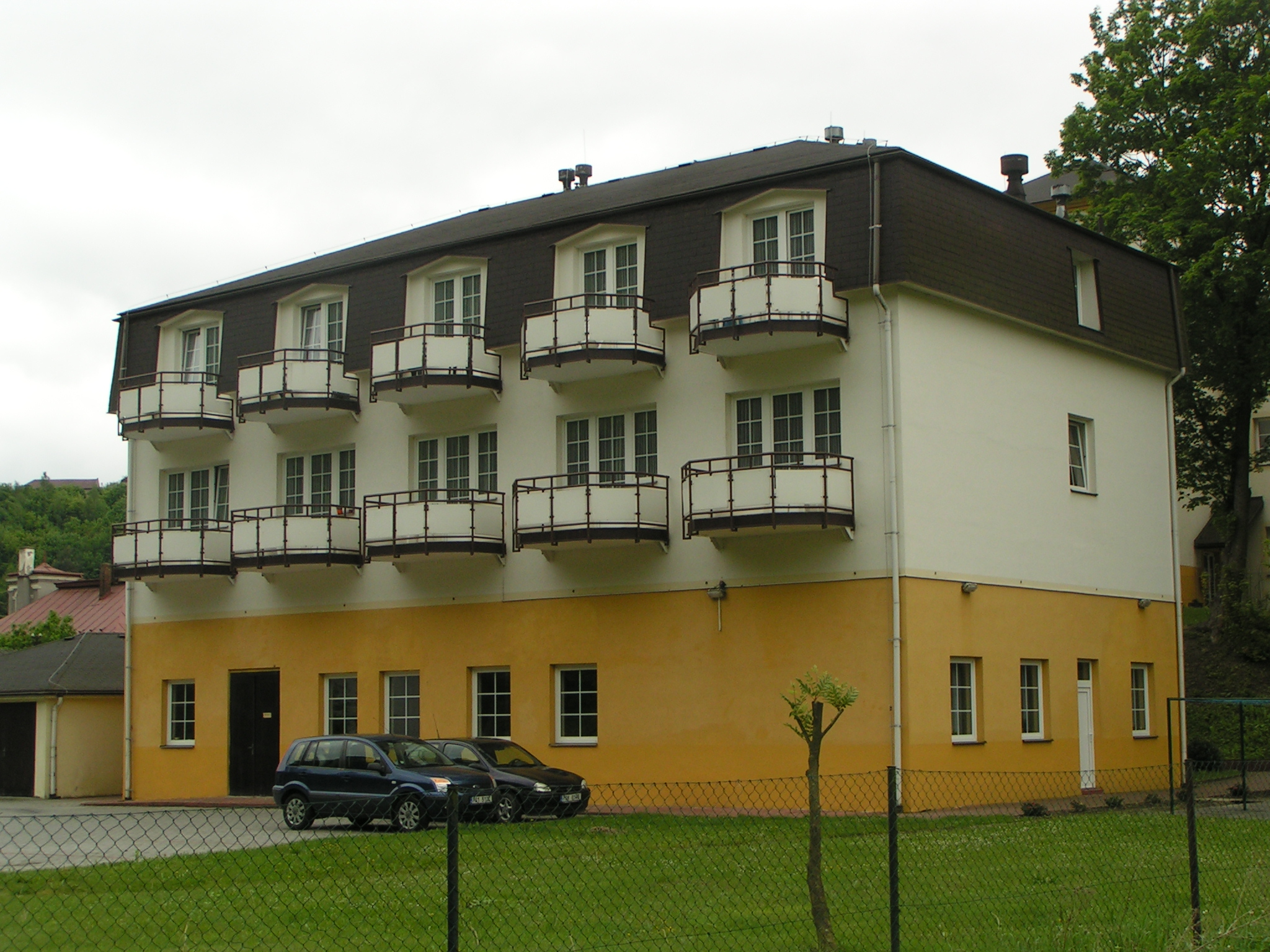
Domov pro seniory
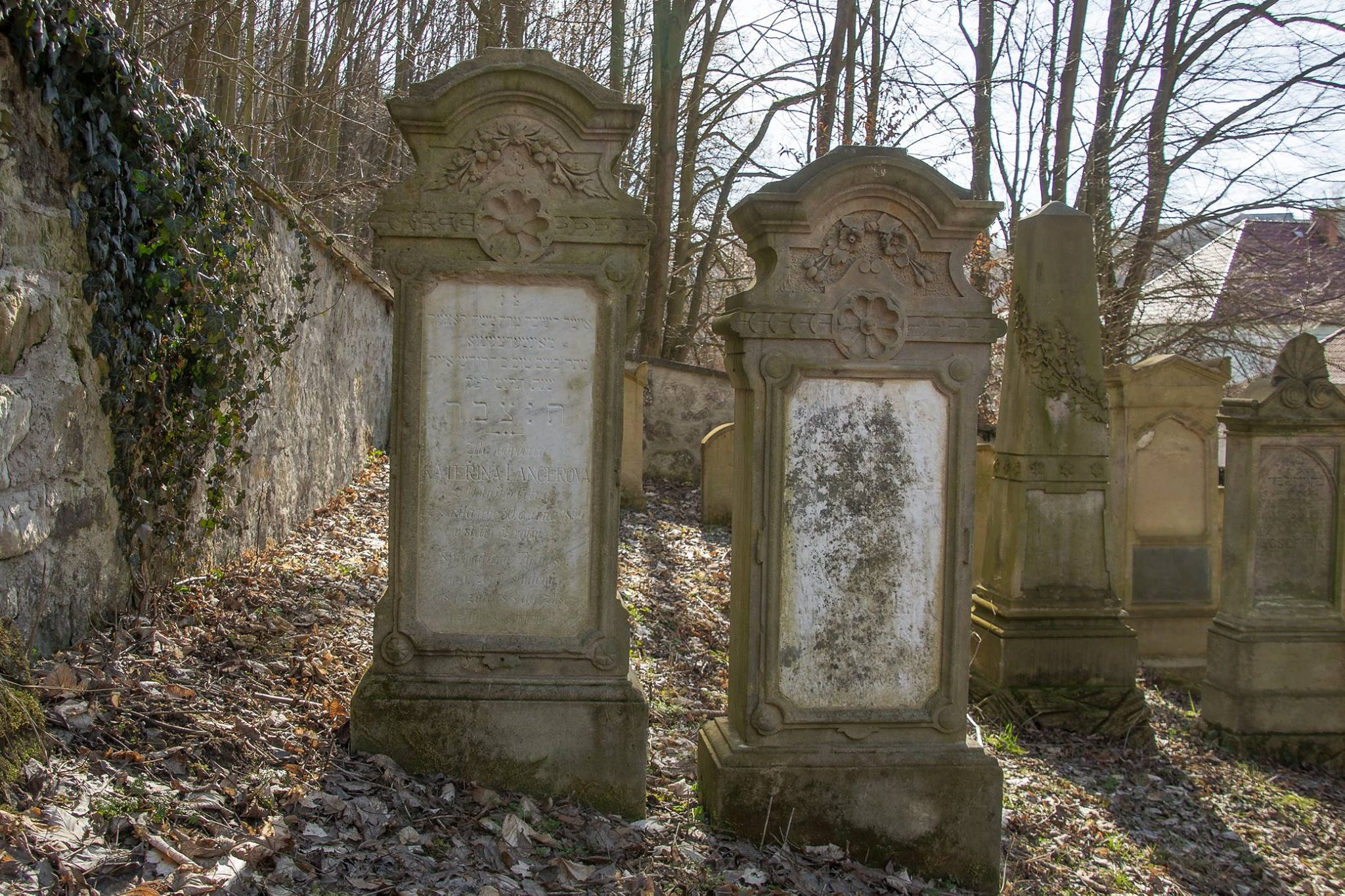
Hrob Kateřiny a Marka Langerových, prababičky a pradědečka Věry Kohnové, na místním židovském hřbitově